# Philippe Delan
Philippe Delannoy, dit Philippe Delan, est un scénariste, dialoguiste et dessinateur de bande dessinée français, né à Lille le 19 septembre 1956.

## Biographie
Philippe Delan rencontre le futur dessinateur de bande dessinée François Boucq en CE1. Dans les années 1970, leur collaboration donne lieu à de nombreuses parutions dans Mormoil, Pilote, puis dans Fluide glacial dans lequel naît leur héros le plus célèbre : Rock Mastard.
À la fin des années 1970, Philippe Delan devient professeur de mathématiques et s'investit donc moins dans le monde de la BD. Il continue cependant d'écrire durant les années 1980 et 1990 pour son ami François Boucq et temporairement pour les magazines Pilote et Fluide glacial. Dans les années 1980-1990, il collabore également avec le dessinateur Francis Cold pour une série d'histoires courtes pour les revues Censuré, Fluide Glacial, Circus et Psykopat. Il fait un léger come-back en 2006 avec une refonte du scénario de Rock Mastard, volume 2, Pas de Deo gratias pour Rock Mastard.
Il travailla dans un lycée de Tourcoing jusque Octobre 2019, le Sacré-Cœur, où il enseigna comme rédacteur en chef et dessinateur de No Comment, journal lycéen satirique, avant de prendre sa retraite. Le journal a remporté en 2007 et 2010 respectivement les troisième et seconde place au concours Varenne, puis, en 2014, « Meilleur journal lycéen de France » au concours expresso. Et meilleur journal lycéen de France au concours kaleïdo'scoop en 2014,, et 2017.

## Séries réalisées
- Les aventures de la mort et de Lao-Tseu, éditions Casterman / Fluide Glacial
- Cornet d'humour, éditions Dargaud
- Rock Mastard, éditions Futuropolis / Bédéfil / Lombard
- La vie, la mort et tout le bazar, éditions Dargaud
- Point de fuite pour les braves, éditions Casterman
- Participations à La femme du magicien, Les pionniers de l'aventure humaine, La pédagogie du trottoir, La dérisoire effervescence des comprimés, Les aventures de Jérome Moucherot ; éditions Casterman
- Verdun, tout le monde descend, éditions Moule à gaufre, 2012
- Les enquêtes des frères Palindrome : Tueurs en scierie, éditions du moule à gaufre, 2013